# Open Grid Europe
Die Open Grid Europe GmbH (OGE) (bis Ende August 2010 E.ON Gastransport GmbH) mit Sitz in Essen ist ein Fernleitungsnetzbetreiber für Erdgas. Open Grid Europe betreibt in Deutschland das größte Ferngasnetz mit einer Länge von rund 12.000 km, u. a. über seine Beteiligungen an den Pipelines MEGAL, TENP, NETRA, DEUDAN etc. Open Grid ist Teil des Marktgebiets Trading Hub Europe. Im Dienstleistungsgeschäft ist das Unternehmen auf Gebieten der ingenieur- und betriebstechnischen Planung, Beratung, Überwachung und Instandhaltung tätig, vorzugsweise für gaswirtschaftliche Fernleitungsnetzbetreiber, aber auch für Pipelines der Chemieindustrie, Wasser- und Fernwärmeversorgung etc.

## Geschichte
1926 erfolgte die Gründung der Aktiengesellschaft für Kohleverwertung (AGKV), die später in Ruhrgas AG umbenannt wird.
2003 wurde die Ruhrgas AG nach einem umstrittenen Ministerentscheid von E.ON übernommen. 2004 wurde der Gastransport der E.ON Ruhrgas als eigenständige Tochtergesellschaft ausgegliedert und 2006 in E.ON Gastransport umbenannt. 2008 übernahm E.ON Gastransport das Eigentum an den Netzen der E.ON Ruhrgas in Deutschland.
Der neue Name „Open Grid Europe GmbH“ wurde am 1. September 2010 ins Handelsregister eingetragen. Einher ging die volle organisatorische Entflechtung von der Muttergesellschaft; damit wurde das Unternehmen als sog. Independent Transmission Operator (ITO) aufgestellt.
Im Zusammenhang mit der von E.ON im August 2011 angekündigten Vereinfachung der Konzernstruktur wurde der mögliche Verkauf der Open Grid Europe angekündigt. Im Mai 2012 wurde der Verkauf für einen Wert von 3,2 Mrd. Euro an ein Konsortium von Infrastrukturfonds bestehend aus Macquarie, Infinity Investments, einem Fonds der Abu Dhabi Investment Authority, der British Columbia Investment Management Corporation sowie der MEAG bekannt gegeben. Macquarie hatte bereits 2011 Thyssengas übernommen. Nach Erteilung der kartellrechtlichen Genehmigungen wurde die Transaktion am 23. Juli 2012 abgeschlossen. Am 8. März 2023 wurde der angekündigte Verkauf des von Macquarie Asset Management indirekt gehaltenen 24,1%-Anteils an der Vier Gas Transport GmbH und der Open Grid Europe GmbH an das belgische Unternehmen Fluxys vollzogen.